# Luis Guillermo Galderico Ernesto de Bentheim y Steinfurt
Luis Guillermo Galderico Ernesto de Bentheim y Steinfurt (1 de octubre de 1756, Castillo de Steinfurt - 20 de agosto de 1817) fue un miembro de la Casa de Bentheim-Steinfurt. Fue un conde imperial hasta que fue elevado al rango de príncipe en 1817.
Era el segundo hijo varón del conde Carlos Pablo Ernesto y de su esposa, Sofía Carlota, la hija mayor del príncipe Federico Guillermo II de Nassau-Siegen. Como su hermano mayor Carlos (13 de febrero de 1753 - 5 de septiembre de 1772) murió antes que su padre, Luis sucedió en 1780 como conde de Steinfurt. Fue elevado al rango de Príncipe el 21 de enero de 1817 por el rey Federico Guillermo III.

## Matrimonio e hijos
El 17 de junio de 1776 contrajo matrimonio con Juliana Guillermina de Schleswig-Holstein-Sonderburg-Glücksburg (30 de abril de 1754 - 14 de septiembre de 1823), con quien tuvo los siguientes ocho hijos:
- Enriqueta Sofía (10 de junio de 1777 - 8 de diciembre de 1851), desposó en 1802 al príncipe Carlos de Solms-Hohensolms-Lich (1762-1807)
- Cristián (1778-1789)
- Alejo (20 de octubre de 1781 - 3 de noviembre de 1866), sucesor de Luis como príncipe de Bentheim y Steinfurt
- Guillermo (17 de abril de 1782 - 12 de octubre de 1839)
- Luis (22 de noviembre de 1787 - 4 de febrero de 1876)
- Carlota (5 de mayo de 1789 - 6 de junio de 1874)
- Eugenio (28 de marzo de 1791 - 4 de diciembre de 1871)
- Sofía (16 de enero de 1794 - 6 de mayo de 1873), desposó el 10 de septiembre de 1823 al landgrave Carlos de Hesse-Philippsthal-Barchfeld (27 de junio de 1784 - 17 de julio de 1854)[2]